# Élections municipales de 2014 dans la Somme
Les élections municipales se sont déroulées les 23 et 30 mars 2014 dans la Somme.
Comme au niveau national, le Parti socialiste subit un fort recul dans les principales villes du département. Il perd Amiens et Péronne (conquises en 2008) et Montdidier (conquise en 2001). Il obtient toutefois quelques succès dans de plus petites communes comme Ailly-sur-Somme face à la droite ou à Gamaches et Fressenneville dans le Vimeu.
À droite, c'est l'UDI qui profite le plus de cette « vague bleue », obtenant 6 maires sur les 10 plus grandes communes du département.

## Maires sortants et maires élus
Le scrutin est marqué par des changements notoires. Amiens, chef-lieu du département et remporté par le PS en 2008, est reprise par la maire sortante centriste, Brigitte Fourré. La gauche subit quelques revers dans le département comme à Beauval. Les communistes sont battus à Airaines et Nesle, le PS est défait à Montdidier, Péronne, et de Pont-de-Metz. Elle remporte Ailly-sur-Somme et Le Crotoy ainsi que Fressenneville et Gamaches (face aux dissidents communistes). Devenue majoritaire dans le département, la droite et ses alliés de l'UDI progressent.  
| Commune                | Population | Maire sortant               | Parti | Parti     | Maire élu              | Parti | Parti    |
| ---------------------- | ---------- | --------------------------- | ----- | --------- | ---------------------- | ----- | -------- |
| Abbeville              | 24 104     | Nicolas Dumont              |       | PS        | Nicolas Dumont         |       | PS       |
| Ailly-sur-Noye         | 2 847      | Marie-Hélène Marcel         |       | DVD       | Marie-Hélène Marcel    |       | DVD      |
| Ailly-sur-Somme        | 3 126      | Francis Fouquet *           |       | DVD       | Catherine Benedini     |       | PS       |
| Airaines               | 2 354      | Jean-Luc Lefebvre           |       | COM diss. | Albert Noblesse        |       | UMP      |
| Albert                 | 9 837      | Stéphane Demilly            |       | UDI       | Stéphane Demilly       |       | UDI      |
| Amiens                 | 133 327    | Gilles Demailly *           |       | PS        | Brigitte Fouré         |       | UDI      |
| Beauval                | 2 145      | Pierre Lucas                |       | DVG       | René Cazier            |       | SE       |
| Boves                  | 3 079      | Daniel Parisot              |       | UMP       | Daniel Parisot         |       | UMP      |
| Camon                  | 4 517      | Jean-Claude Renaux          |       | PCF       | Jean-Claude Renaux     |       | PCF      |
| Cayeux-sur-Mer         | 2 660      | Bernard Blouin              |       | SE        | Jean-Paul Lecomte      |       | SE       |
| Corbie                 | 6 339      | Alain Babaut                |       | UDI       | Alain Babaut           |       | UDI      |
| Doullens               | 6 689      | Christian Vlaeminck         |       | UDI       | Christian Vlaeminck    |       | UDI      |
| Feuquières-en-Vimeu    | 2 509      | Bernard Davergne            |       | PS        | Bernard Davergne       |       | PS       |
| Flesselles             | 2 041      | Bernard Binoist             |       | PS        | Bernard Binoist        |       | PS       |
| Flixecourt             | 3 246      | René Lognon                 |       | PCF       | René Lognon            |       | PCF      |
| Fressenneville         | 2 254      | Alex Pauchet                |       | COM diss. | Annie-Claude Leuliette |       | PS       |
| Friville-Escarbotin    | 4 604      | David Lefèvre               |       | DVG       | David Lefèvre          |       | DVG      |
| Gamaches               | 2 687      | Jacques Pecquery            |       | COM diss. | Daniel Destruel        |       | PS       |
| Ham                    | 4 899      | Marc Bonef                  |       | UMP       | Grégory Labille        |       | UDI      |
| Le Crotoy              | 2 138      | Jean-Louis Wadoux           |       | UMP       | Jeanine Bourgau        |       | DVG      |
| Longueau               | 5 775      | Colette Finet               |       | PCF       | Colette Finet          |       | PCF      |
| Mers-les-Bains         | 2 960      | Emmanuel Maquet             |       | UMP       | Emmanuel Maquet        |       | UMP      |
| Montdidier             | 6 103      | Catherine Quignon-Le Tyrant |       | PS        | Isabelle Carpentier    |       | SE       |
| Moreuil                | 4 032      | Pierre Boulanger            |       | DVD       | Pierre Boulanger       |       | DVD      |
| Nesle                  | 2 366      | Paul Pilot                  |       | App. PCF  | José Rioja Fernandez   |       | DVD      |
| Péronne                | 7 796      | Valérie Kumm                |       | PS        | Thérèse Dheygers       |       | UDI      |
| Poix-de-Picardie       | 2 407      | Romuald Trabouillet*        |       | PS        | Rose-France Delaire    |       | PS       |
| Pont-de-Metz           | 2 195      | Gérard Alarcon-Garcia       |       | PS        | Loïc Bulant            |       | SE       |
| Rivery                 | 3 431      | Jacques Nowak               |       | DVG       | Jacques Nowak          |       | DVG      |
| Rosières-en-Santerre   | 2 985      | José Sueur                  |       | UDI       | José Sueur             |       | UDI      |
| Roye                   | 6 255      | Jacques Fleury              |       | DVG       | Jacques Fleury         |       | DVG      |
| Rue                    | 3 121      | Philippe Mas *              |       | SE        | Richard Renard         |       | DVD      |
| Saint-Ouen             | 2 028      | Jean-Pierre Saint           |       | SE        | Lyne Eletufe           |       | SE       |
| Saint-Valery-sur-Somme | 2 703      | Stéphane Haussoulier        |       | UMP       | Stéphane Haussoulier   |       | UMP      |
| Saleux                 | 2 380      | Ernest Candela              |       | DVD       | Ernest Candela         |       | DVD      |
| Salouël                | 4 010      | Jean-René Hemard            |       | DVD       | Jean-René Hemard       |       | DVD      |
| Vignacourt             | 2 372      | Stéphane Ducrotoy           |       | App. UDI  | Stéphane Ducrotoy      |       | App. UDI |
| Villers-Bretonneux     | 4 199      | Patrick Simon               |       | DVD       | Patrick Simon          |       | DVD      |
| * Ne se représente pas |            |                             |       |           |                        |       |          |

### Résultats en nombre de mairies
| Partis                          | Partis                                    | Maires sortants | Maires élus | Évolution     |
| ------------------------------- | ----------------------------------------- | --------------- | ----------- | ------------- |
|                                 | Union des démocrates et indépendants      | 5               | 8           | 3             |
|                                 | Divers droite                             | 6               | 7           | 1             |
|                                 | Union pour un mouvement populaire         | 5               | 4           | 1             |
| Union de la droite et du centre | Union de la droite et du centre           | 16              | 19          | 3             |
|                                 |                                           |                 |             |               |
|                                 | Parti communiste français                 | 4               | 3           | 1             |
|                                 | Colère et espoir (communistes dissidents) | 3               | 0           | 3             |
|                                 | Divers gauche                             | 4               | 4           | en stagnation |
|                                 | Parti socialiste                          | 8               | 7           | 1             |
| Gauche                          | Gauche                                    | 19              | 14          | 5             |
|                                 |                                           |                 |             |               |
|                                 | Sans étiquette                            | 3               | 5           | 2             |
| Divers                          | Divers                                    | 3               | 5           | 2             |
|                                 |                                           |                 |             |               |
| Total                           | Total                                     | 38              | 38          |               |

## Résultats dans les communes de plus de3 000 habitants

### Abbeville
- Maire sortant : Nicolas Dumont (PS)
- 35 sièges à pourvoir au conseil municipal (population légale 2011 : 24 104 habitants)
- 18 sièges à pourvoir au conseil communautaire (CA de la Baie de Somme)

|                              | Nicolas Dumont *  | PS-PCF-PRG     | 5 464  | 51,53  | 27 | 14 |  |  |
| Rassemblé-e-s pour abbeville |                   |                | 5 464  | 51,53  | 27 | 14 |  |  |
|                              | Stéphane Decayeux | UMP-DVD        | 2 928  | 27,61  | 5  | 2  |  |  |
| Oui. c'est possible          |                   |                | 2 928  | 27,61  | 5  | 2  |  |  |
|                              | Patricia Chagnon  | FN             | 2 210  | 20,84  | 3  | 2  |  |  |
| Abbeville bleu marine        |                   |                | 2 210  | 20,84  | 3  | 2  |  |  |
|                              |                   |                |        |        |    |    |  |  |
| Inscrits                     | Inscrits          | Inscrits       | 18 267 | 100,00 |    |    |  |  |
| Abstentions                  | Abstentions       | Abstentions    | 7 194  | 39,38  |    |    |  |  |
| Votants                      | Votants           | Votants        | 11 073 | 60,62  |    |    |  |  |
| Blancs et nuls               | Blancs et nuls    | Blancs et nuls | 471    | 4,25   |    |    |  |  |
| Exprimés                     | Exprimés          | Exprimés       | 10 602 | 95,75  |    |    |  |  |
| * Liste du maire sortant     |                   |                |        |        |    |    |  |  |

### Ailly-sur-Somme
- Maire sortant : Francis Fouquet (SE)
- 23 sièges à pourvoir au conseil municipal (population légale 2011 : 3 126 habitants)
- 8 sièges à pourvoir au conseil communautaire (CC Nièvre et Somme)

|                                                      | Catherine Benedini | PS-PCF-EELV    | 861   | 54,73  | 18 | 6 |  |  |
| Ensemble pour l'avenir d'ailly sur somme             |                    |                | 861   | 54,73  | 18 | 6 |  |  |
|                                                      | Odile Domart       | DVD            | 712   | 45,26  | 5  | 2 |  |  |
| Liste d'union pour la défense des intérêts communaux |                    |                | 712   | 45,26  | 5  | 2 |  |  |
|                                                      |                    |                |       |        |    |   |  |  |
| Inscrits                                             | Inscrits           | Inscrits       | 2 478 | 100,00 |    |   |  |  |
| Abstentions                                          | Abstentions        | Abstentions    | 820   | 33,09  |    |   |  |  |
| Votants                                              | Votants            | Votants        | 1 658 | 66,91  |    |   |  |  |
| Blancs et nuls                                       | Blancs et nuls     | Blancs et nuls | 85    | 5,13   |    |   |  |  |
| Exprimés                                             | Exprimés           | Exprimés       | 1 573 | 94,87  |    |   |  |  |

### Albert
- Maire sortant : Stéphane Demilly (UDI)
- 29 sièges à pourvoir au conseil municipal (population légale 2011 : 9 837 habitants)
- 24 sièges à pourvoir au conseil communautaire (CC du Pays du Coquelicot)

|                          | Stéphane Demilly * | DVD            | 3 675 | 80,06  | 27 | 22 |  |  |
| Fiers d'être albertins!  |                    |                | 3 675 | 80,06  | 27 | 22 |  |  |
|                          | Jean-Pierre Dannel | PCF-PS-EELV    | 915   | 19,93  | 2  | 2  |  |  |
| Albert. c'est vous!      |                    |                | 915   | 19,93  | 2  | 2  |  |  |
|                          |                    |                |       |        |    |    |  |  |
| Inscrits                 | Inscrits           | Inscrits       | 7 571 | 100,00 |    |    |  |  |
| Abstentions              | Abstentions        | Abstentions    | 2 722 | 35,95  |    |    |  |  |
| Votants                  | Votants            | Votants        | 4 849 | 64,05  |    |    |  |  |
| Blancs et nuls           | Blancs et nuls     | Blancs et nuls | 259   | 5,34   |    |    |  |  |
| Exprimés                 | Exprimés           | Exprimés       | 4 590 | 94,66  |    |    |  |  |
| * Liste du maire sortant |                    |                |       |        |    |    |  |  |

### Amiens
- Maire sortant : Gilles Demailly (PS)
- 55 sièges à pourvoir au conseil municipal (population légale 2011 : 133 327 habitants)
- 45 sièges à pourvoir au conseil communautaire (CA Amiens Métropole)

| Tête de liste                                          | Tête de liste      | Liste               | Premier tour | Premier tour | Second tour | Second tour | Sièges | Sièges |
| Tête de liste                                          | Tête de liste      | Liste               | Voix         | %            | Voix        | %           | CM     | CC     |
| ------------------------------------------------------ | ------------------ | ------------------- | ------------ | ------------ | ----------- | ----------- | ------ | ------ |
|                                                        | Brigitte Fouré     | UDI-UMP-MoDem       | 16 533       | 44,79        | 19 062      | 50,38       | 42     | 34     |
| Rassemblés pour agir                                   |                    |                     | 16 533       | 44,79        | 19 062      | 50,38       | 42     | 34     |
|                                                        | Thierry Bonté      | PS-PCF-EELV-MRC-PRG | 9 098        | 24,65        | 12 788      | 33,80       | 9      | 8      |
| Osons amiens ensemble                                  |                    |                     | 9 098        | 24,65        | 12 788      | 33,80       | 9      | 8      |
|                                                        | Yves Dupille       | FN                  | 5 739        | 15,54        | 5 981       | 15,80       | 4      | 3      |
| Amiens bleu marine                                     |                    |                     | 5 739        | 15,54        | 5 981       | 15,80       | 4      | 3      |
|                                                        | Cédric Maisse      | PCF-PG              | 3 273        | 8,86         |             |             |        |        |
| L'aube nouvelle : amiens combat l'austérité            |                    |                     | 3 273        | 8,86         |             |             |        |        |
|                                                        | Bruno Paleni       | LO                  | 944          | 2,55         |             |             |        |        |
| Lutte ouvrière faire entendre le camp des travailleurs |                    |                     | 944          | 2,55         |             |             |        |        |
|                                                        | Nicolas Belvalette | DVG                 | 801          | 2,17         |             |             |        |        |
| Parti sans cible                                       |                    |                     | 801          | 2,17         |             |             |        |        |
|                                                        | Mohamed Boulafrad  | DVG                 | 520          | 1,40         |             |             |        |        |
| Reussir ensemble pour amiens                           |                    |                     | 520          | 1,40         |             |             |        |        |
|                                                        |                    |                     |              |              |             |             |        |        |
| Inscrits                                               | Inscrits           | Inscrits            | 73 923       | 100,00       | 73 912      | 100,00      |        |        |
| Abstentions                                            | Abstentions        | Abstentions         | 35 472       | 47,99        | 34 437      | 46,59       |        |        |
| Votants                                                | Votants            | Votants             | 38 451       | 52,01        | 39 475      | 53,41       |        |        |
| Blancs et nuls                                         | Blancs et nuls     | Blancs et nuls      | 1 543        | 4,01         | 1 644       | 4,16        |        |        |
| Exprimés                                               | Exprimés           | Exprimés            | 36 908       | 95,99        | 37 831      | 95,84       |        |        |

### Boves
- Maire sortant : Daniel Parisot (UMP)
- 23 sièges à pourvoir au conseil municipal (population légale 2011 : 3 079 habitants)
- 2 sièges à pourvoir au conseil communautaire (CA Amiens Métropole)

|                          | Daniel Parisot * | UMP            | 963   | 61,22  | 19 | 2 |  |  |
| Ensemble pour boves      |                  |                | 963   | 61,22  | 19 | 2 |  |  |
|                          | Sébastien Liard  | DVG            | 346   | 21,99  | 2  |   |  |  |
| Atouts boves             |                  |                | 346   | 21,99  | 2  |   |  |  |
|                          | Daniel Dupuis    | SE             | 264   | 16,78  | 2  |   |  |  |
| Agir pour boves          |                  |                | 264   | 16,78  | 2  |   |  |  |
|                          |                  |                |       |        |    |   |  |  |
| Inscrits                 | Inscrits         | Inscrits       | 2 278 | 100,00 |    |   |  |  |
| Abstentions              | Abstentions      | Abstentions    | 646   | 28,36  |    |   |  |  |
| Votants                  | Votants          | Votants        | 1 632 | 71,64  |    |   |  |  |
| Blancs et nuls           | Blancs et nuls   | Blancs et nuls | 59    | 3,62   |    |   |  |  |
| Exprimés                 | Exprimés         | Exprimés       | 1 573 | 96,38  |    |   |  |  |
| * Liste du maire sortant |                  |                |       |        |    |   |  |  |

### Camon
- Maire sortant : Jean-Claude Renaux (PCF)
- 27 sièges à pourvoir au conseil municipal (population légale 2011 : 4 517 habitants)
- 4 sièges à pourvoir au conseil communautaire (CA Amiens Métropole)

|                          | Jean-Claude Renaux * | PCF - PS       | 1 771 | 100,00 | 27 | 4 |  |  |
| Vivre camon 2014-2020    |                      |                | 1 771 | 100,00 | 27 | 4 |  |  |
|                          |                      |                |       |        |    |   |  |  |
| Inscrits                 | Inscrits             | Inscrits       | 3 229 | 100,00 |    |   |  |  |
| Abstentions              | Abstentions          | Abstentions    | 1 074 | 33,26  |    |   |  |  |
| Votants                  | Votants              | Votants        | 2 155 | 66,74  |    |   |  |  |
| Blancs et nuls           | Blancs et nuls       | Blancs et nuls | 384   | 17,82  |    |   |  |  |
| Exprimés                 | Exprimés             | Exprimés       | 1 771 | 82,18  |    |   |  |  |
| * Liste du maire sortant |                      |                |       |        |    |   |  |  |

### Corbie
- Maire sortant : Alain Babaut (UDI)
- 29 sièges à pourvoir au conseil municipal (population légale 2011 : 6 339 habitants)
- 14 sièges à pourvoir au conseil communautaire (CC du Val de Somme)

|                          | Alain Babaut *    | 'UDI           | 2 050 | 66,12  | 24 | 12 |  |  |
| Servir corbie            |                   |                | 2 050 | 66,12  | 24 | 12 |  |  |
|                          | Isabelle Demaison | DVG            | 1 050 | 33,87  | 5  | 2  |  |  |
| Corbie autrement         |                   |                | 1 050 | 33,87  | 5  | 2  |  |  |
|                          |                   |                |       |        |    |    |  |  |
| Inscrits                 | Inscrits          | Inscrits       | 4 554 | 100,00 |    |    |  |  |
| Abstentions              | Abstentions       | Abstentions    | 1 335 | 29,31  |    |    |  |  |
| Votants                  | Votants           | Votants        | 3 219 | 70,69  |    |    |  |  |
| Blancs et nuls           | Blancs et nuls    | Blancs et nuls | 119   | 3,70   |    |    |  |  |
| Exprimés                 | Exprimés          | Exprimés       | 3 100 | 96,30  |    |    |  |  |
| * Liste du maire sortant |                   |                |       |        |    |    |  |  |

### Doullens
- Maire sortant : Christian Vlaeminck (DVD)
- 29 sièges à pourvoir au conseil municipal (population légale 2011 : 6 689 habitants)
- 18 sièges à pourvoir au conseil communautaire (CC du Territoire Nord Picardie)

| Tête de liste                   | Tête de liste         | Liste          | Premier tour | Premier tour | Second tour | Second tour | Sièges | Sièges |
| Tête de liste                   | Tête de liste         | Liste          | Voix         | %            | Voix        | %           | CM     | CC     |
| ------------------------------- | --------------------- | -------------- | ------------ | ------------ | ----------- | ----------- | ------ | ------ |
|                                 | Christian Vlaeminck * | UDI            | 1 179        | 43,78        | 1 494       | 50,90       | 22     | 14     |
| Agir pour bien vivre à doullens |                       |                | 1 179        | 43,78        | 1 494       | 50,90       | 22     | 14     |
|                                 | William Ngassam       | DVG            | 808          | 30,00        | 1 441       | 49,09       | 7      | 4      |
| Tous pour doullens              |                       |                | 808          | 30,00        | 1 441       | 49,09       | 7      | 4      |
|                                 | Marc Tavernier        | DVD            | 706          | 26,21        |             |             |        |        |
| Unis pour réagir                |                       |                | 706          | 26,21        |             |             |        |        |
|                                 |                       |                |              |              |             |             |        |        |
| Inscrits                        | Inscrits              | Inscrits       | 4 567        | 100,00       | 4 557       | 100,00      |        |        |
| Abstentions                     | Abstentions           | Abstentions    | 1 755        | 38,43        | 1 496       | 32,83       |        |        |
| Votants                         | Votants               | Votants        | 2 812        | 61,57        | 3 061       | 67,17       |        |        |
| Blancs et nuls                  | Blancs et nuls        | Blancs et nuls | 119          | 4,23         | 126         | 4,12        |        |        |
| Exprimés                        | Exprimés              | Exprimés       | 2 693        | 95,77        | 2 935       | 95,88       |        |        |
| * Liste du maire sortant        |                       |                |              |              |             |             |        |        |

### Flixecourt
- Maire sortant : René Lognon (PCF)
- 23 sièges à pourvoir au conseil municipal (population légale 2011 : 3 246 habitants)
- 6 sièges à pourvoir au conseil communautaire (CC Nièvre et Somme)

|                                                                              | René Lognon *  | PCF            | 1 226 | 100,00 | 23 | 6 |  |  |
| Liste d'union des forces de gauche et de progrès pour l'avenir de flixecourt |                |                | 1 226 | 100,00 | 23 | 6 |  |  |
|                                                                              |                |                |       |        |    |   |  |  |
| Inscrits                                                                     | Inscrits       | Inscrits       | 2 341 | 100,00 |    |   |  |  |
| Abstentions                                                                  | Abstentions    | Abstentions    | 865   | 36,95  |    |   |  |  |
| Votants                                                                      | Votants        | Votants        | 1 476 | 63,05  |    |   |  |  |
| Blancs et nuls                                                               | Blancs et nuls | Blancs et nuls | 250   | 16,94  |    |   |  |  |
| Exprimés                                                                     | Exprimés       | Exprimés       | 1 226 | 83,06  |    |   |  |  |
| * Liste du maire sortant                                                     |                |                |       |        |    |   |  |  |

### Friville-Escarbotin
- Maire sortant : David Lefèvre (SE)
- 27 sièges à pourvoir au conseil municipal (population légale 2011 : 4 604 habitants)
- 8 sièges à pourvoir au conseil communautaire (CC du Vimeu)

|                                                  | David Lefèvre *     | DVG - PS       | 1 771 | 72,82  | 24 | 7 |  |  |
| Ensemble pour friville-escarbotin-belloy         |                     |                | 1 771 | 72,82  | 24 | 7 |  |  |
|                                                  | Thierry Vansevenant | DVG            | 661   | 27,17  | 3  | 1 |  |  |
| Agir pour l'avenir de friville escarbotin belloy |                     |                | 661   | 27,17  | 3  | 1 |  |  |
|                                                  |                     |                |       |        |    |   |  |  |
| Inscrits                                         | Inscrits            | Inscrits       | 3 514 | 100,00 |    |   |  |  |
| Abstentions                                      | Abstentions         | Abstentions    | 944   | 26,86  |    |   |  |  |
| Votants                                          | Votants             | Votants        | 2 570 | 73,14  |    |   |  |  |
| Blancs et nuls                                   | Blancs et nuls      | Blancs et nuls | 138   | 5,37   |    |   |  |  |
| Exprimés                                         | Exprimés            | Exprimés       | 2 432 | 94,63  |    |   |  |  |
| * Liste du maire sortant                         |                     |                |       |        |    |   |  |  |

### Ham
- Maire sortant : Marc Bonef (UMP)
- 27 sièges à pourvoir au conseil municipal (population légale 2011 : 4 899 habitants)
- 9 sièges à pourvoir au conseil communautaire (CC de l'Est de la Somme)

|                                          | Grégory Labille | UDI-DVD        | 1 092 | 50,09  | 21 | 7 |  |  |
| Fiers d'être hamois avec grégory labille |                 |                | 1 092 | 50,09  | 21 | 7 |  |  |
|                                          | Marc Bonef *    | UMP            | 628   | 28,80  | 4  | 1 |  |  |
| Bougeons ham ensemble                    |                 |                | 628   | 28,80  | 4  | 1 |  |  |
|                                          | Éric Legrand    | DVG            | 460   | 21,10  | 2  | 1 |  |  |
| Osons ham autrement                      |                 |                | 460   | 21,10  | 2  | 1 |  |  |
|                                          |                 |                |       |        |    |   |  |  |
| Inscrits                                 | Inscrits        | Inscrits       | 3 172 | 100,00 |    |   |  |  |
| Abstentions                              | Abstentions     | Abstentions    | 938   | 29,57  |    |   |  |  |
| Votants                                  | Votants         | Votants        | 2 234 | 70,43  |    |   |  |  |
| Blancs et nuls                           | Blancs et nuls  | Blancs et nuls | 54    | 2,42   |    |   |  |  |
| Exprimés                                 | Exprimés        | Exprimés       | 2 180 | 97,58  |    |   |  |  |
| * Liste du maire sortant                 |                 |                |       |        |    |   |  |  |

### Longueau
- Maire sortant : Colette Finet (PCF)
- 29 sièges à pourvoir au conseil municipal (population légale 2011 : 5 775 habitants)
- 5 sièges à pourvoir au conseil communautaire (CA Amiens Métropole)

| Tête de liste                                 | Tête de liste   | Liste          | Premier tour | Premier tour | Second tour | Second tour | Sièges | Sièges |
| Tête de liste                                 | Tête de liste   | Liste          | Voix         | %            | Voix        | %           | CM     | CC     |
| --------------------------------------------- | --------------- | -------------- | ------------ | ------------ | ----------- | ----------- | ------ | ------ |
|                                               | Colette Finet * | PCF-PS         | 1 125        | 42,64        | 1 231       | 45,14       | 22     | 4      |
| L'humain au cœur du développement de la ville |                 |                | 1 125        | 42,64        | 1 231       | 45,14       | 22     | 4      |
|                                               | Régis Richard   | MRC            | 964          | 36,54        | 1 188       | 43,56       | 6      | 1      |
| Écouter et agir                               |                 |                | 964          | 36,54        | 1 188       | 43,56       | 6      | 1      |
|                                               | Chantal Boulet  | DVG            | 549          | 20,81        | 308         | 11,29       | 1      |        |
| Agissons ensemble pour longueau               |                 |                | 549          | 20,81        | 308         | 11,29       | 1      |        |
|                                               |                 |                |              |              |             |             |        |        |
| Inscrits                                      | Inscrits        | Inscrits       | 4 212        | 100,00       | 4 212       | 100,00      |        |        |
| Abstentions                                   | Abstentions     | Abstentions    | 1 398        | 33,19        | 1 357       | 32,22       |        |        |
| Votants                                       | Votants         | Votants        | 2 814        | 66,81        | 2 855       | 67,78       |        |        |
| Blancs et nuls                                | Blancs et nuls  | Blancs et nuls | 176          | 6,25         | 128         | 4,48        |        |        |
| Exprimés                                      | Exprimés        | Exprimés       | 2 638        | 93,75        | 2 727       | 95,52       |        |        |
| * Liste du maire sortant                      |                 |                |              |              |             |             |        |        |

### Montdidier
- Maire sortant : Catherine Quignon-Le Tyrant (PS)
- 29 sièges à pourvoir au conseil municipal (population légale 2011 : 6 103 habitants)
- 14 sièges à pourvoir au conseil communautaire (CC du Grand Roye)

|                                        | Isabelle Carpentier           | SE             | 1 588 | 56,59  | 23 | 11 |  |  |
| Ensemble créons l'avenir de montdidier |                               |                | 1 588 | 56,59  | 23 | 11 |  |  |
|                                        | Catherine Quignon-Le Tyrant * | DVG            | 1 218 | 43,40  | 6  | 3  |  |  |
| Agir pour reussir                      |                               |                | 1 218 | 43,40  | 6  | 3  |  |  |
|                                        |                               |                |       |        |    |    |  |  |
| Inscrits                               | Inscrits                      | Inscrits       | 4 454 | 100,00 |    |    |  |  |
| Abstentions                            | Abstentions                   | Abstentions    | 1 525 | 34,24  |    |    |  |  |
| Votants                                | Votants                       | Votants        | 2 929 | 65,76  |    |    |  |  |
| Blancs et nuls                         | Blancs et nuls                | Blancs et nuls | 123   | 4,20   |    |    |  |  |
| Exprimés                               | Exprimés                      | Exprimés       | 2 806 | 95,80  |    |    |  |  |
| * Liste du maire sortant               |                               |                |       |        |    |    |  |  |

### Moreuil
- Maire sortant : Pierre Boulanger (DVD)
- 27 sièges à pourvoir au conseil municipal (population légale 2011 : 4 032 habitants)
- 12 sièges à pourvoir au conseil communautaire (CC Avre Luce Noye)

|                                                            | Pierre Boulanger * | DVD            | 1 429 | 80,87  | 25 | 11 |  |  |
| Ensemble continuons à bien vivre à moreuil                 |                    |                | 1 429 | 80,87  | 25 | 11 |  |  |
|                                                            | Daniel Fournier    | DVG            | 338   | 19,12  | 2  | 1  |  |  |
| Moreuil raisonné désendettement-environnement-sécurité (s) |                    |                | 338   | 19,12  | 2  | 1  |  |  |
|                                                            |                    |                |       |        |    |    |  |  |
| Inscrits                                                   | Inscrits           | Inscrits       | 2 913 | 100,00 |    |    |  |  |
| Abstentions                                                | Abstentions        | Abstentions    | 1 047 | 35,94  |    |    |  |  |
| Votants                                                    | Votants            | Votants        | 1 866 | 64,06  |    |    |  |  |
| Blancs et nuls                                             | Blancs et nuls     | Blancs et nuls | 99    | 5,31   |    |    |  |  |
| Exprimés                                                   | Exprimés           | Exprimés       | 1 767 | 94,69  |    |    |  |  |
| * Liste du maire sortant                                   |                    |                |       |        |    |    |  |  |

### Péronne
- Maire sortant : Valérie Kumm (PS)
- 29 sièges à pourvoir au conseil municipal (population légale 2011 : 7 796 habitants)
- 19 sièges à pourvoir au conseil communautaire (CC de la Haute Somme)

| Tête de liste                | Tête de liste    | Liste          | Premier tour | Premier tour | Second tour | Second tour | Sièges | Sièges |
| Tête de liste                | Tête de liste    | Liste          | Voix         | %            | Voix        | %           | CM     | CC     |
| ---------------------------- | ---------------- | -------------- | ------------ | ------------ | ----------- | ----------- | ------ | ------ |
|                              | Valérie Kumm *   | DVG            | 1 531        | 44,76        | 1 631       | 45,00       | 6      | 4      |
| Péronne. la ville qu'on aime |                  |                | 1 531        | 44,76        | 1 631       | 45,00       | 6      | 4      |
|                              | Thérèse Dheygers | UDI-UMP-MoDem  | 1 393        | 40,73        | 1 694       | 46,74       | 22     | 15     |
| Ensemble pour péronne        |                  |                | 1 393        | 40,73        | 1 694       | 46,74       | 22     | 15     |
|                              | Mathieu Huguet   | FN             | 496          | 14,50        | 299         | 8,25        | 1      |        |
| Péronne fait front           |                  |                | 496          | 14,50        | 299         | 8,25        | 1      |        |
|                              |                  |                |              |              |             |             |        |        |
| Inscrits                     | Inscrits         | Inscrits       | 5 588        | 100,00       | 5 687       | 100,00      |        |        |
| Abstentions                  | Abstentions      | Abstentions    | 2 030        | 36,33        | 1 978       | 34,78       |        |        |
| Votants                      | Votants          | Votants        | 3 558        | 63,67        | 3 709       | 65,22       |        |        |
| Blancs et nuls               | Blancs et nuls   | Blancs et nuls | 138          | 3,88         | 85          | 2,29        |        |        |
| Exprimés                     | Exprimés         | Exprimés       | 3 420        | 96,12        | 3 624       | 97,71       |        |        |
| * Liste du maire sortant     |                  |                |              |              |             |             |        |        |

### Rivery
- Maire sortant : Jacques Nowak (SE)
- 23 sièges à pourvoir au conseil municipal (population légale 2011 : 3 431 habitants)
- 3 sièges à pourvoir au conseil communautaire (CA Amiens Métropole)

|                                     | Jacques Nowak *       | PS             | 936   | 56,52  | 19 | 3 |  |  |
| Rivery au cŒur                      |                       |                | 936   | 56,52  | 19 | 3 |  |  |
|                                     | Jean-Paul Plez        | SE             | 463   | 27,95  | 3  |   |  |  |
| Tous ensemble pour rivery 2014      |                       |                | 463   | 27,95  | 3  |   |  |  |
|                                     | Jean-Antoni Stefaniak | FG             | 257   | 15,51  | 1  |   |  |  |
| Un nouvel élan à gauche pour rivery |                       |                | 257   | 15,51  | 1  |   |  |  |
|                                     |                       |                |       |        |    |   |  |  |
| Inscrits                            | Inscrits              | Inscrits       | 2 745 | 100,00 |    |   |  |  |
| Abstentions                         | Abstentions           | Abstentions    | 1 007 | 36,68  |    |   |  |  |
| Votants                             | Votants               | Votants        | 1 738 | 63,32  |    |   |  |  |
| Blancs et nuls                      | Blancs et nuls        | Blancs et nuls | 82    | 4,72   |    |   |  |  |
| Exprimés                            | Exprimés              | Exprimés       | 1 656 | 95,28  |    |   |  |  |
| * Liste du maire sortant            |                       |                |       |        |    |   |  |  |

### Roye
- Maire sortant : Jacques Fleury (DVG)
- 29 sièges à pourvoir au conseil municipal (population légale 2011 : 6 255 habitants)
- 23 sièges à pourvoir au conseil communautaire (CC du Grand Roye)

|                                                       | Jacques Fleury * | DVG            | 1 475 | 60,37  | 24 | 19 |  |  |
| Roye 2014 des fondations solides. un projet dynamique |                  |                | 1 475 | 60,37  | 24 | 19 |  |  |
|                                                       | Jean-Marc Morand | DVD            | 968   | 39,62  | 5  | 4  |  |  |
| Une nouvelle impulsion pour roye                      |                  |                | 968   | 39,62  | 5  | 4  |  |  |
|                                                       |                  |                |       |        |    |    |  |  |
| Inscrits                                              | Inscrits         | Inscrits       | 4 311 | 100,00 |    |    |  |  |
| Abstentions                                           | Abstentions      | Abstentions    | 1 738 | 40,32  |    |    |  |  |
| Votants                                               | Votants          | Votants        | 2 573 | 59,68  |    |    |  |  |
| Blancs et nuls                                        | Blancs et nuls   | Blancs et nuls | 130   | 5,05   |    |    |  |  |
| Exprimés                                              | Exprimés         | Exprimés       | 2 443 | 94,95  |    |    |  |  |
| * Liste du maire sortant                              |                  |                |       |        |    |    |  |  |

### Rue
- Maire sortant : Philippe Mas (SE)
- 23 sièges à pourvoir au conseil municipal (population légale 2011 : 3 121 habitants)
- 9 sièges à pourvoir au conseil communautaire (CC Ponthieu-Marquenterre)

|                                            | Richard Renard  | DVD            | 794   | 51,09  | 18 | 7 |  |  |
| Unis pour rue et ses hameaux               |                 |                | 794   | 51,09  | 18 | 7 |  |  |
|                                            | Philippe Dupuis | DVG            | 479   | 30,82  | 3  | 1 |  |  |
| Ensemble pour dynamiser rue et ses hameaux |                 |                | 479   | 30,82  | 3  | 1 |  |  |
|                                            | Dany Hareux     | DVG            | 281   | 18,08  | 2  | 1 |  |  |
| Rue : l'avenir autrement                   |                 |                | 281   | 18,08  | 2  | 1 |  |  |
|                                            |                 |                |       |        |    |   |  |  |
| Inscrits                                   | Inscrits        | Inscrits       | 2 396 | 100,00 |    |   |  |  |
| Abstentions                                | Abstentions     | Abstentions    | 745   | 31,09  |    |   |  |  |
| Votants                                    | Votants         | Votants        | 1 651 | 68,91  |    |   |  |  |
| Blancs et nuls                             | Blancs et nuls  | Blancs et nuls | 97    | 5,88   |    |   |  |  |
| Exprimés                                   | Exprimés        | Exprimés       | 1 554 | 94,12  |    |   |  |  |

### Salouël
- Maire sortant : Jean-René Hemard (DVD)
- 27 sièges à pourvoir au conseil municipal (population légale 2011 : 4 010 habitants)
- 3 sièges à pourvoir au conseil communautaire (CA Amiens Métropole)

|                                      | Jean-René Hemart * | DVD            | 1 146 | 81,21  | 25 | 3 |  |  |
| Pour un salouel toujours dynamique   |                    |                | 1 146 | 81,21  | 25 | 3 |  |  |
|                                      | Jacques Boyer      | PS-PCF-EELV    | 265   | 18,78  | 2  |   |  |  |
| Ensemble avec la gauche pour salouël |                    |                | 265   | 18,78  | 2  |   |  |  |
|                                      |                    |                |       |        |    |   |  |  |
| Inscrits                             | Inscrits           | Inscrits       | 2 295 | 100,00 |    |   |  |  |
| Abstentions                          | Abstentions        | Abstentions    | 811   | 35,34  |    |   |  |  |
| Votants                              | Votants            | Votants        | 1 484 | 64,66  |    |   |  |  |
| Blancs et nuls                       | Blancs et nuls     | Blancs et nuls | 73    | 4,92   |    |   |  |  |
| Exprimés                             | Exprimés           | Exprimés       | 1 411 | 95,08  |    |   |  |  |

### Villers-Bretonneux
- Maire sortant : Patrick Simon (DV)
- 27 sièges à pourvoir au conseil municipal (population légale 2011 : 4 199 habitants)
- 9 sièges à pourvoir au conseil communautaire (CC du Val de Somme)

|                                              | Patrick Simon *   | DV             | 1 112 | 57,52  | 22 | 7 |  |  |
| Villers bretonneux : aujourd'hui pour demain |                   |                | 1 112 | 57,52  | 22 | 7 |  |  |
|                                              | Éric Lavoisier    | PCF            | 411   | 21,26  | 3  | 1 |  |  |
| Bien vivre a villers-bretonneux              |                   |                | 411   | 21,26  | 3  | 1 |  |  |
|                                              | Jean-Louis Renard | UDI            | 410   | 21,21  | 2  | 1 |  |  |
| Agissons ensemble maintenant                 |                   |                | 410   | 21,21  | 2  | 1 |  |  |
|                                              |                   |                |       |        |    |   |  |  |
| Inscrits                                     | Inscrits          | Inscrits       | 3 131 | 100,00 |    |   |  |  |
| Abstentions                                  | Abstentions       | Abstentions    | 1 038 | 33,15  |    |   |  |  |
| Votants                                      | Votants           | Votants        | 2 093 | 66,85  |    |   |  |  |
| Blancs et nuls                               | Blancs et nuls    | Blancs et nuls | 160   | 7,64   |    |   |  |  |
| Exprimés                                     | Exprimés          | Exprimés       | 1 933 | 92,36  |    |   |  |  |
| * Liste du maire sortant                     |                   |                |       |        |    |   |  |  |